# Petőfi Társaság

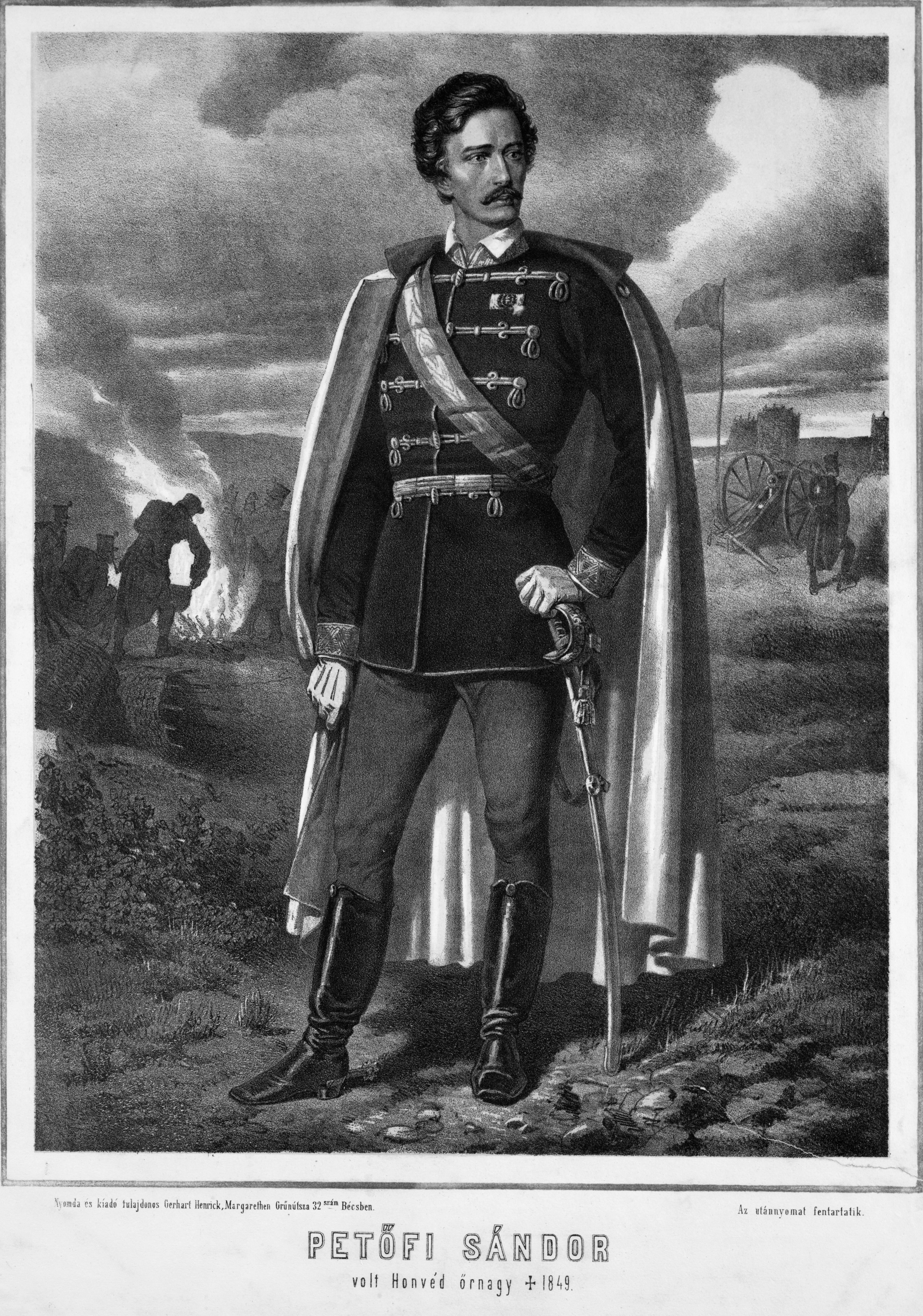
Petőfi Sándor magyar költő, volt honvéd őrnagy

A Petőfi Társaság (fennállt 1876-tól 1944-ig) a Petőfi-kultusz terjesztése és a magyar szépirodalom nemzeti szellemben való művelése céljából alapított egyesület.

## Története
Létesítése körül legtöbbet Balázs Sándor, Éjszaki Károly, Komócsy József, Lauka Gusztáv, Szana Tamás és Szigligeti Ede fáradozott. A társaság első nyilvános ülését 1876. január 1-jén tartotta meg a Magyar Tudományos Akadémia dísztermében.
A Petőfi Társaság gondosan megválogatott felolvasásaival csakhamar nagy közönséget és népszerűséget szerzett magának, bár eleinte saját helyisége sem volt, ahol havi felolvasó üléseit tarthatta volna, és más egyesületek helyiségeiben kellett meghúzódnia. Az Akadémia, Lónyay Menyhért gróf szívességéből, csak évek múlva nyitotta meg számára havi üléstermét, ahol azután minden hónap második vasárnapján tartotta nyilvános felolvasó üléseit.

## Tevékenysége
A társaság rendes tagjai és vendégei ezeken az üléseken szépirodalmi műveket, széptani és irodalomtörténeti eredeti dolgozatokat olvastak, teljesen kizárva a fordított művek bemutatását. A társaság fennállása során számos eredeti munkát bocsátott közre s egy ideig volt közlönye is, melyet azonban később megszüntetett. 

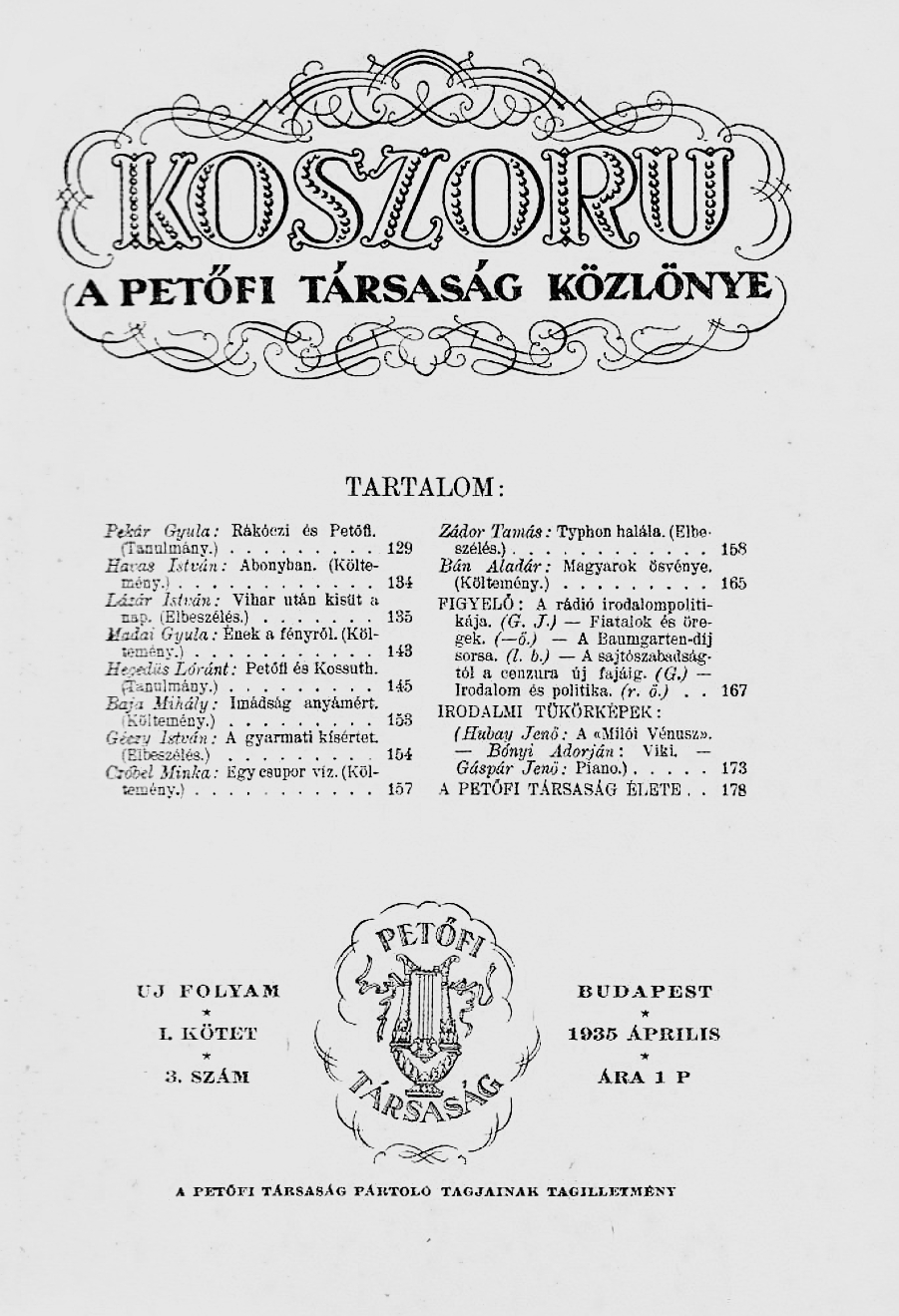
A Koszoru, a Petőfi Társaság havi közlönye

Pályázatai költői művekkel és széptani fejtegetésekkel gazdagították az irodalmat. Elejétől fogva nagy gondot fordított Petőfi kéziratainak, s az életére vonatkozó adatoknak összegyűjtésére; gyűjtötte ezenkívül a nagy költő eredeti kiadásait és műveinek különböző nyelvű fordításait, valamint a róla megjelent arcképeket is. Könyv- és kézirattárát gyakran használták a Petőfivel foglalkozó magyar esztétikusok, s a társasághoz folyvást fordultak tanácsért, útbaigazításért külföldről is, különösen pedig Olasz- és Svédországból, ahol külső tagjai is voltak, a Petőfi-fordítók és -ismertetők sorából. A rendes tagok számát 60 főben állapították meg, tiszteletbeli és külső tagot a társaság tetszés szerint választhatott. A társaság első elnöke Jókai Mór volt. A tiszteletbeli tagok közt foglalt helyet Kossuth Lajos is, aki megválasztása után Szana Tamáshoz intézett hosszabb levelében méltányolta a Társaság céljait.
A Petőfi Társaság hozta létre a Petőfi Múzeumot és adta ki a Petőfi Könyvtár c. sorozatot.

## A társaság elnökei
| Elnök          | Hivatali ideje |
| -------------- | -------------- |
| Jókai Mór      | 1876 – 1903    |
| Herczeg Ferenc | 1904 – 1919    |
| Pekár Gyula    | 1920 – 1936    |
| Császár Elemér | 1937 – 1939    |
| Kornis Gyula   | 1940 – 1944    |

## A Petőfi Társaság tagjai betűrendben
| - Abafi Lajos - Abonyi Árpád - Abonyi Lajos - Ábrányi Emil - Ábrányi Kornél - Ambrus Zoltán - Babits Mihály - Balázs Sándor - Bán Aladár - Bársony István - Bartha Miklós - Bartók Lajos - Bartóky József - Beniczkyné Bajza Lenke - Berczik Árpád - Bodnár Zsigmond - Bodon József - Bónyi Adorján - Bókay János - Borúth Elemér - Császár Elemér - Csengey Gusztáv - Csepreghy Ferenc - Dóczy Lajos - Ecsedi Kovács Gyula - Éjszaki Károly - Falu Tamás - Feleky Sándor - Ferenczi Zoltán - Frankenburg Adolf - Gárdonyi Géza - Gáspár Jenő - Géczy István | - Gulácsy Irén - Gyallay Pap Domokos - Gyalui Farkas - Győry Vilmos - Harsányi Kálmán - Harsányi Zsolt - Hatala Péter - Havas István - Hegedüs Sándor - Helfy Ignác - Horváth János - Ignácz Rózsa - Irmei Ferenc - Jakab Ödön - Jankovics Marcell - Jeszenszky Danó - Jeszenszky Sándor - Kaas Ivor - Kabos Ede - Kéky Lajos - Kemechey Jenő - Kern Aurél - Kisfaludy Atala - Komáromi János - Komócsy József - Kont Ignác - Kossuth Lajos - Kőrösi Albin - Kövér Erzsébet - Kristóf György - Lampérth Géza - László Mihály - Lauka Gusztáv | - Lázár Béla - Lendvai István - Lőrinczy György - Makai Emil - Malonyai Dezső - Meltzl Hugó - Mezei Ernő - Mikszáth Kálmán - Milkó Izidor - Móra Ferenc - Móricz Pál - Nadányi Zoltán - Négyesy László - Névy László - P. Szathmáry Károly - Pakots József - Palágyi Menyhért - Pálffy Albert - Papp Miklós - Paulay Ede - Petelei István - Peterdi Andor - Petőfi István - Petri Mór - Pintér Jenő - Porzsolt Kálmán - Pósa Lajos - Pulszky Ferenc - Rádl Ödön - Rákosi Jenő - Rákosi Viktor - Reviczky Gyula - Rubinyi Mózes | - Sas Ede - Sebők Zsigmond - Silberstein Adolf - Somló Sándor - Surányi Miklós - Szabados János - Szabó Endre - Szabóné Nogáll Janka - Szana Tamás - Szász Károly - Szávay Gyula - Szávay Zoltán - Szécsi Ferenc - Szemere György - Szentmihályiné Szabó Mária - Szép Ernő - Szinnyei József - Teleki Géza - Teleki Sándorné (Szikra) - Thaly Kálmán - Tolnai Lajos - Tóth Lőrinc - Tömörkény István - Török Sándor - Törs Kálmán - Vadnai Károly - Váradi Antal - Vértesi Arnold - Vértesy Gyula - Voinovich Géza - Zalár József - Zempléni Árpád - Zichy Géza |